# Заксенринг

Схема трассы

Заксенринг (нем. Sachsenring) — гоночная трасса в Хоэнштайн-Эрнсттале, близ Хемница в Саксонии, Германия.
Заксенринг является одним из старейших автодромов Германии. Первые гонки прошли здесь в 1927 г., по улицам Хоэнштайн-Эрнстталя, на временной трассе длиной 8,7 км. В 1962—1971 гг. здесь проходил мотоциклетный Гран-при Восточной Германии.  В 1990 г. кольцо закрыли, в связи с тем, что скоростные (рекорд средней скорости поставил Джакомо Агостини — 180 км/ч) гонки на деревенских улицах стали очень опасны. Для ускорения интеграции Восточной Германии в первой половине 1990-х гг. на западном углу прежней трассы было построено новое кольцо длиной 2,9 км, и в 1995 г. оно открылось для эксплуатации. С 1998 года c Нюрбургринга сюда переехал мотоциклетный Гран-при Германии. В 2000—2002 гг. здесь проходили этапы ДТМ, и в 2000 г. свою последнюю победу одержал Клаус Людвиг.